# Lê Lợi, An Dương
Lê Lợi là một phường thuộc quận An Dương, thành phố Hải Phòng, Việt Nam.

## Địa lý
Phường Lê Lợi nằm ở trung tâm quận An Dương, có vị trí địa lý:
- Phía đông giáp phường An Đồng và phường Đồng Thái
- Phía tây giáp huyện An Lão
- Phía nam giáp phường An Hải và phường Đồng Thái
- Phía bắc giáp phường Hồng Phong và phường Nam Sơn.

Phường Lê Lợi có diện tích 7,61 km², dân số năm 2023 là 18.156 người, mật độ dân số đạt 2.385 người/km².

## Hành chính
Phường Lê Lợi được chia thành 11 tổ dân phố: 1, 2, 3, 4, 5, 6, 7, 8, Lương Quy, Tràng Duệ, Trạm Bạc.

## Lịch sử
Trước năm 1887, địa bàn xã Lê Lợi thuộc 3 thôn: Lương Quy, Tràng Duệ, Trạm Bạc thuộc huyện An Dương, phủ Kinh Môn, xứ Hải Dương.
Năm 1887, tỉnh Hải Phòng được thành lập và 3 thôn: Lương Quy, Tràng Duệ, Trạm Bạc thuộc huyện An Dương, tỉnh Hải Phòng.
Sau năm 1945, thành xã Quốc Toản trên cơ sở thôn Lương Quy và thôn Tràng Duệ. Sáp nhập thôn Trạm Bạc vào xã Hoàng Giang.
Tháng 3 năm 1948, chuyển thôn Trạm Bạc thuộc xã Hoàng Giang về xã Quốc Toản quản lý.
Tháng 12 năm 1948, thành lập xã Lê Lợi trên cơ sở xã Đồng Minh và xã Quốc Toản.
Ngày 7 tháng 4 năm 1966, Chính phủ ban hành Quyết định số 67-CP về việc thành lập huyện An Hải trên cơ sở huyện An Dương và huyện Hải An. Khi đó, xã Lê Lợi thuộc huyện An Hải.
Ngày 14 tháng 2 năm 1987, Hội đồng Bộ trưởng ban hành Quyết định số 33C-HĐBT về việc thành lập thị trấn An Dương – thị trấn huyện lỵ của huyện An Hải trên cơ sở điều chỉnh 94,67 ha diện tích tự nhiên và 5.068 nhân khẩu của xã Lê Lợi; 60,48 ha diện tích tự nhiên và 897 nhân khẩu của xã Đồng Tâm; 12,41 ha diện tích tự nhiên và 217 nhân khẩu của xã Đồng Thái; 24,96 ha diện tích tự nhiên và 412 nhân khẩu của xã Nam Sơn.
Thị trấn An Dương có 192,51 ha diện tích tự nhiên và 6.612 nhân khẩu.
Sau khi phân vạch địa giới hành chính, xã Lê Lợi còn lại 567,27 ha diện tích tự nhiên và 3.770 nhân khẩu.
Ngày 20 tháng 12 năm 2002, Chính phủ ban hành Nghị định số 106/2002/NĐ-CP về việc chuyển thị trấn An Dương và xã Lê Lợi thuộc huyện An Hải về huyện An Dương mới đổi tên quản lý.
Năm 2022, xã Lê Lợi có 3 thôn: Lương Quy, Tràng Duệ, Trạm Bạc.
Ngày 24 tháng 10 năm 2024, Ủy ban Thường vụ Quốc hội ban hành Nghị quyết số 1232/NQ-UBTVQH15 về việc sắp xếp đơn vị hành chính cấp huyện, cấp xã của thành phố Hải Phòng giai đoạn 2023 – 2025 (nghị quyết có hiệu lực từ ngày 1 tháng 1 năm 2025). Theo đó, thành lập phường Lê Lợi thuộc quận An Dương trên cơ sở toàn bộ 2,10 km² diện tích tự nhiên, quy mô dân số là 10.953 người của thị trấn An Dương và toàn bộ 5,51 km² diện tích tự nhiên, quy mô dân số là 7.203 người của xã Lê Lợi.
Phường Lê Lợi có 7,61 km² diện tích tự nhiên và quy mô dân số là 18.156 người.